# Amblyomma eburneum
Amblyomma eburneum är en fästingart som beskrevs av Carl Eduard Adolph Gerstäcker 1873. Amblyomma eburneum ingår i släktet Amblyomma och familjen hårda fästingar. Inga underarter finns listade i Catalogue of Life.